# Bernhard Kriegbaum
Bernhard Kriegbaum SJ (* 1. September 1944 in Berlin; † 3. August 2021 in Innsbruck) war ein deutscher Ordensgeistlicher und römisch-katholischer Theologe sowie Kirchenhistoriker in Rom und Innsbruck.

## Leben
Bernhard Kriegbaum entstammte einer konfessionell gemischten Familie. Nach der Grundschule in Berlin-Tempelhof wechselte er auf das Berliner Canisius-Kolleg, wo er 1963 das Abitur machte. Im selben Jahr trat Bernhard Kriegbaum in den Jesuitenorden ein.
Nach seinem Noviziat in  Berlin-Kladow studierte er ab 1965 am ordenseigenen Berchmanskolleg in Pullach bei München Philosophie. Das Interstiz führte ihn zurück nach Berlin an das Canisius-Kolleg. Hierauf kam er zum Theologiestudium an die
Katholisch-Theologische Fakultät der Universität Innsbruck. Am 27. April 1972 empfing er in Berlin die Priesterweihe. An der Ludwig-Maximilians-Universität München absolvierte er ein Doktoratsstudium im Fach Alte Kirchengeschichte, Patrologie und Christlicher Archäologie. 1984 wurde er mit einer Dissertation zur Vorgeschichte des Donatismus bei Peter Stockmeier in München promoviert.
Von 1980 bis 1994 hatte Bernhard Kriegbaum die Professur für Alte Kirchengeschichte an der Kirchengeschichtlichen Fakultät der Päpstlichen Universität Gregoriana in Rom inne. Zugleich war er mehrfach Gastprofessor am Päpstlichen Patristischen Institut Augustinianum. Nach seinem Tertiat 1988/89 in Wernersville, Maryland, USA legte er am 22. Juni 1990 in Rom seine Letzten Gelübde ab. Im Jahr 1994 kehrte er schließlich nach Tirol zurück, als er zum Ordinarius für Kirchengeschichte an die Universität Innsbruck berufen wurde. Dieses Amt hatte er bis zu seiner Emeritierung im Jahr 2012 inne.
Neben seinem universitären Engagement war Kriegbaum immer pastoral tätig, unter anderem im Bürgersaal in München, in Gramais, in Tessenberg/Osttirol und seit 2012 als Vikar in der Pfarre St. Nikolaus in Reith bei Seefeld, wo er nach seiner Emeritierung bis 2020 lebte. Er gehörte der Jesuitenkommunität in Innsbruck an, wo er an einer Krebserkrankung am 3. August 2021 im Innsbrucker Vinzenzheim der Barmherzigen Schwestern starb.

## Wirken
Die Forschungsschwerpunkte von Bernhard Kriegbaum lagen im antiken Christentum. Zur Geschichte der frühen Kirche in Nordafrika hat er wichtige Beiträge vorgelegt. Daneben hat er sich intensiv mit der Geschichte des Jesuitenordens und der Kirche in Tirol beschäftigt. Hier ist als Beispiel ein Sammelband zu Bischof Paulus Rusch zu nennen.

## Schriften (Auswahl)

### Bücher
- Kirche der Traditoren oder Kirche der Martyrer? Die Vorgeschichte des Donatismus (= Innsbrucker theologische Studien. Band 16). Tyrolia, Innsbruck 1986, ISBN 3-7022-1587-5 (zugleich Dissertation, München 1984).
- Bernhard Kriegbaum, Helmut Alexander (Hrsg.): Bischof Paulus Rusch. Wächter und Lotse in stürmischer Zeit. Gedenkschrift. Verlag Kirche, Innsbruck 2004, ISBN 3-901450-64-2 (formal falsch).

### Bibliographie
- Universität Innsbruck: Publikationsliste von Bernhard Kriegbaum